# Saint-Laurent-sur-Saône
Saint-Laurent-sur-Saône ist eine französische Kleinstadt mit 1.735 Einwohnern (Stand: 1. Januar 2022) im Département Ain in der Region Auvergne-Rhône-Alpes. Sie gehört zum Arrondissement Bourg-en-Bresse und zum Kanton Vonnas.

## Geografie
Die Stadt Saint-Laurent-sur-Saône liegt am Westrand der Landschaft Bresse auf einer künstlichen Insel zwischen dem Canal de contournement de Saint-Laurent und der Saône, die die Gemeinde im Westen begrenzt. Auf der gegenüberliegenden Seite der Saône liegt die Stadt Mâcon im Département Saône-et-Loire. Umgeben wird Saint-Laurent-sur-Saône von den Nachbargemeinden Replonges im Norden und Osten, Crottet im Südosten, Grièges im Süden sowie Mâcon im Westen.

## Bevölkerungsentwicklung
| Jahr                       | 1962 | 1968 | 1975 | 1982 | 1990 | 1999 | 2006 | 2012 | 2021 |
| Einwohner                  | 2041 | 2041 | 1967 | 1813 | 1710 | 1655 | 1718 | 1770 | 1659 |
| Quellen: Cassini und INSEE |      |      |      |      |      |      |      |      |      |

## Sehenswürdigkeiten
- Kirche Saint-Laurent
- Flusshafen
- alte Brücke über die Saône, ursprünglich aus dem 11. Jahrhundert, Monument historique

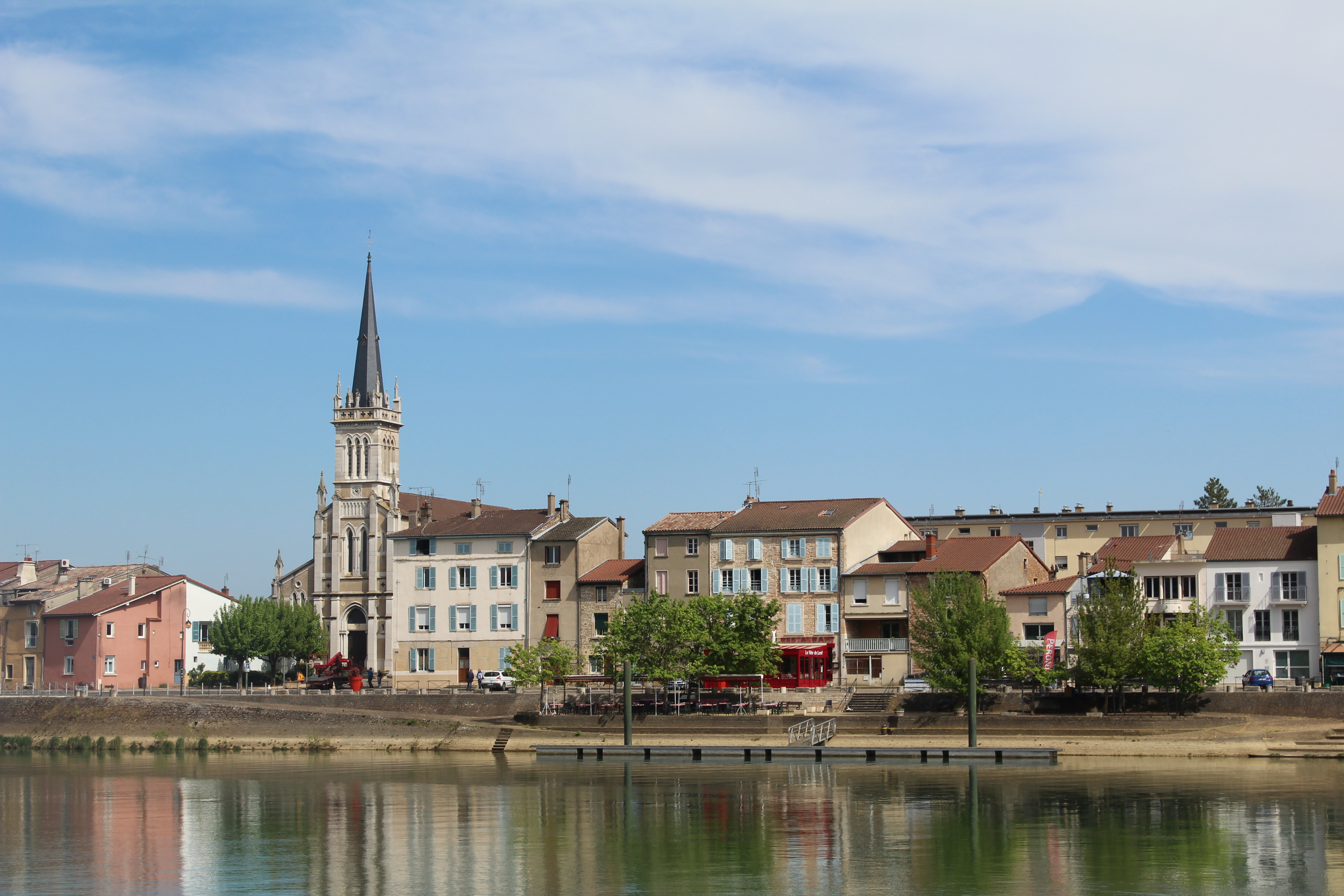
Blick auf Saint-Laurent-sur-Saône mit der Kirche
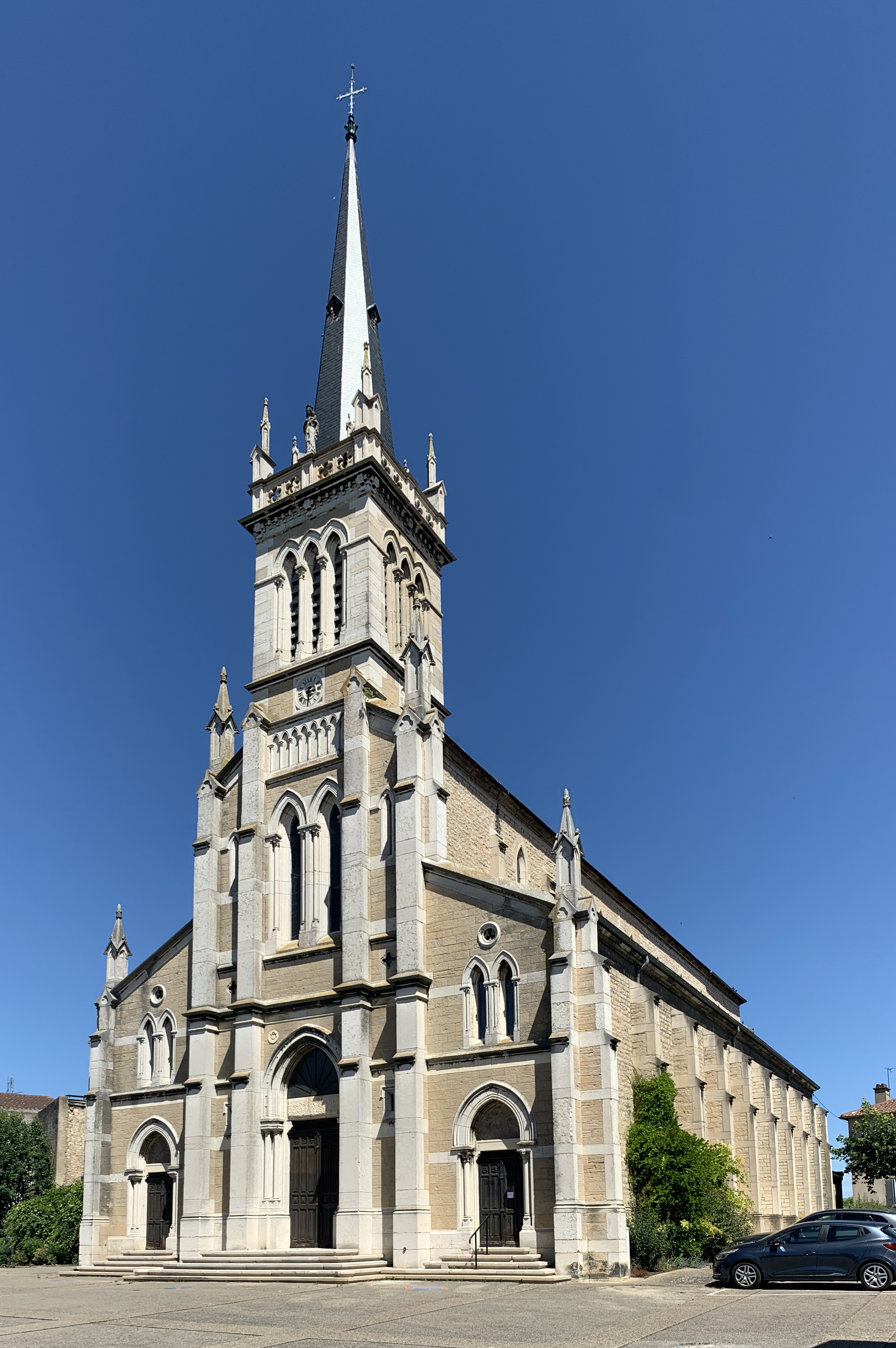
Kirche Saint-Laurent
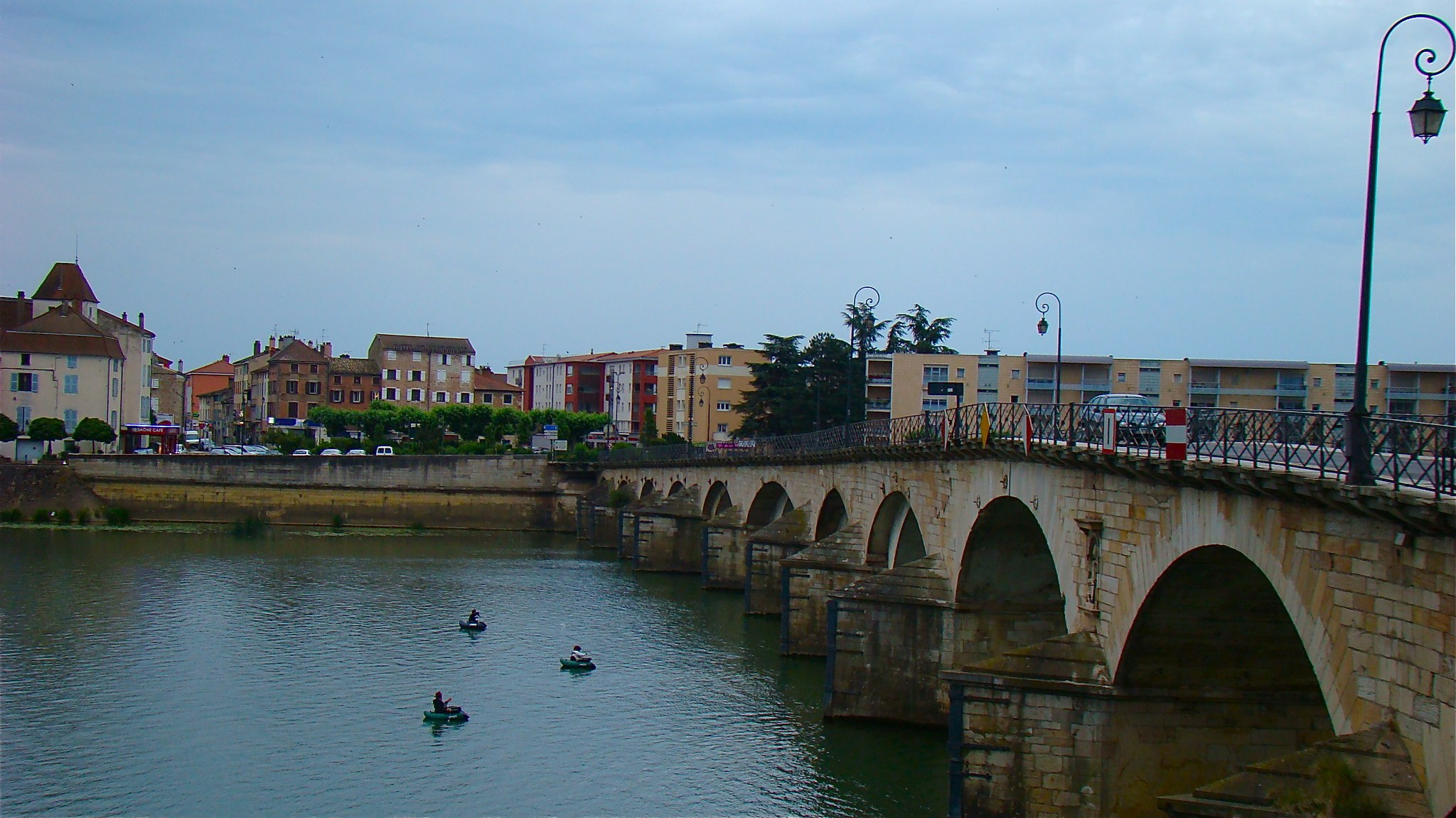
Brücke über die Saône
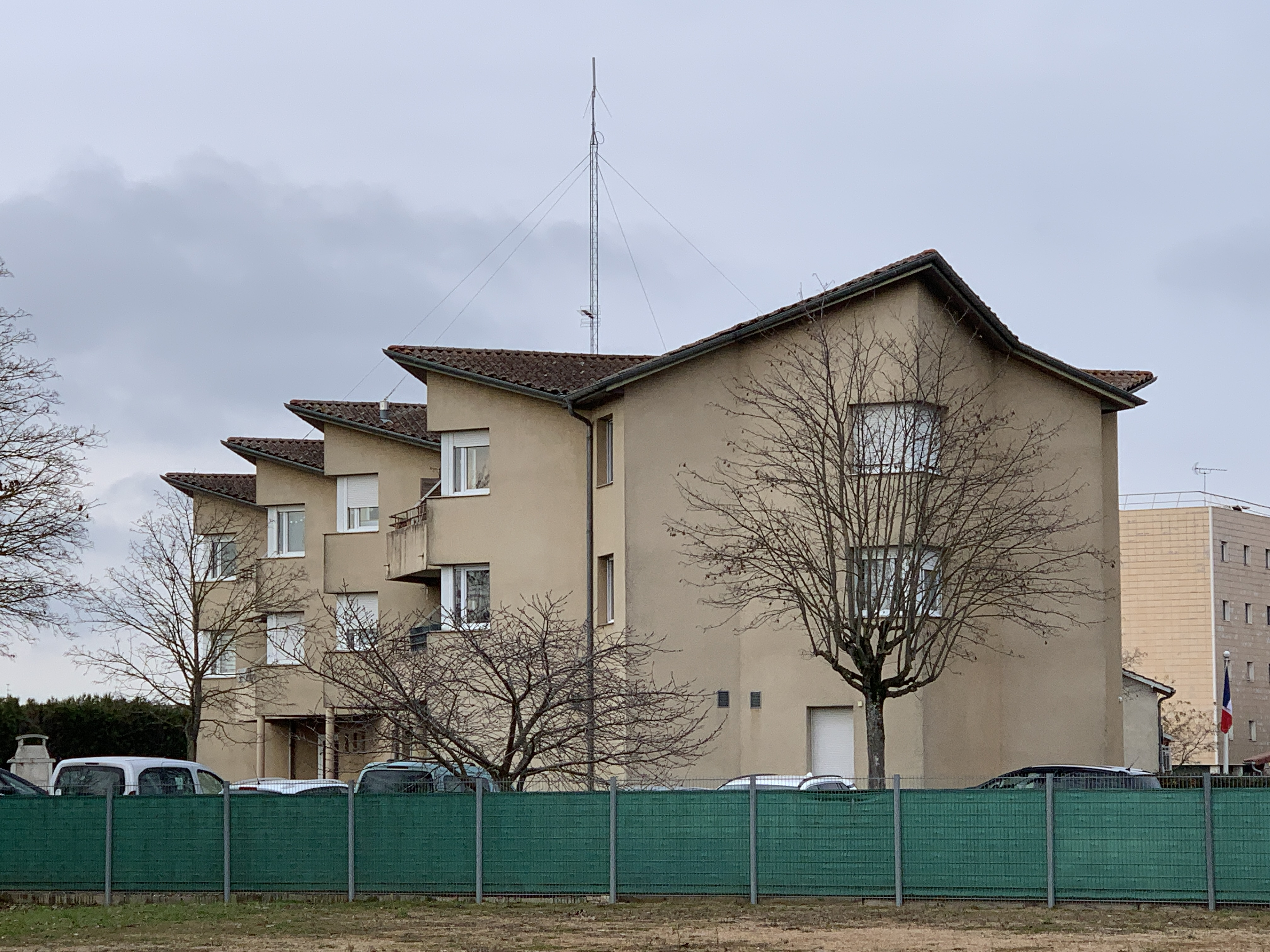
Gendarmeriekaserne
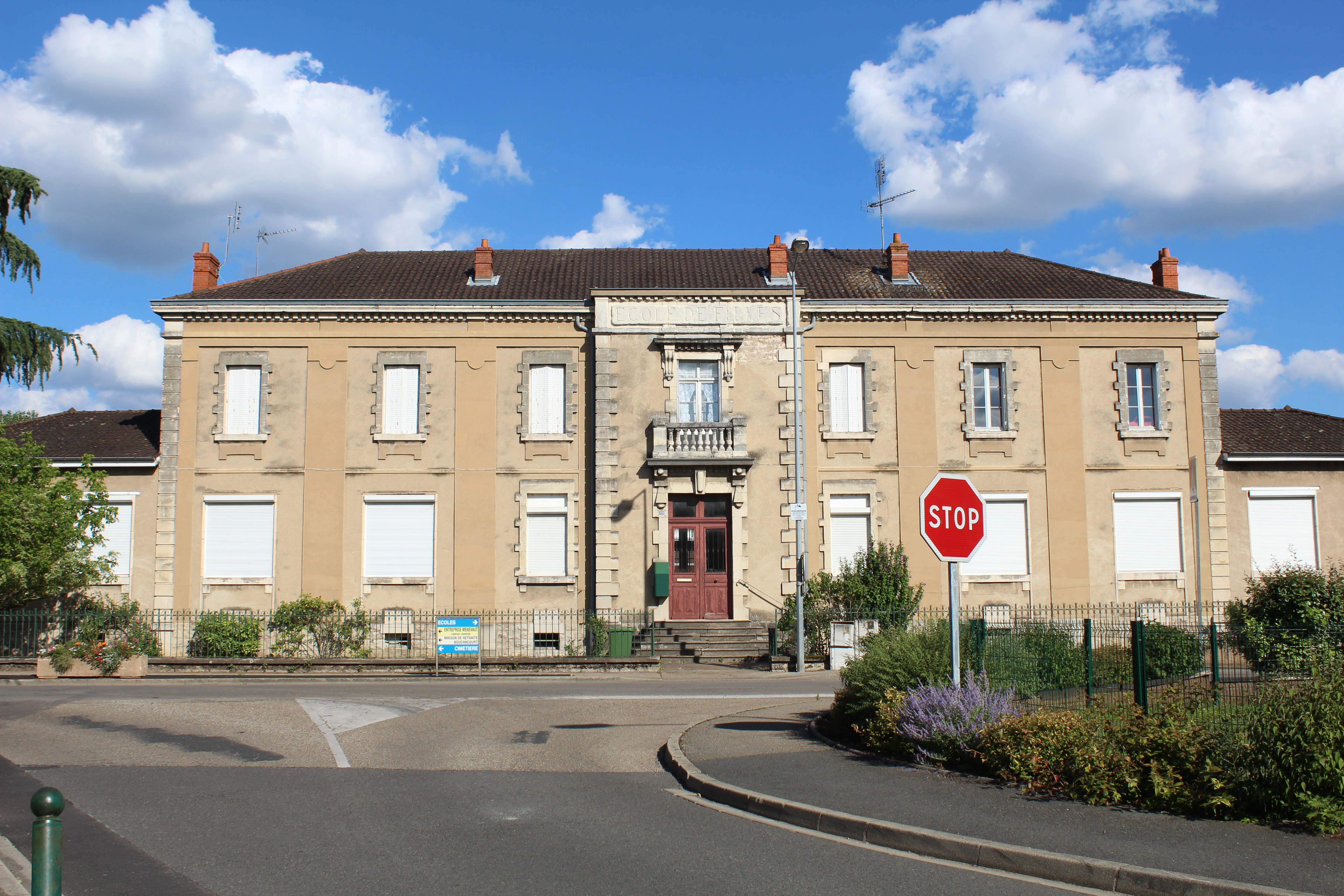
Ehemalige Mädchenschule
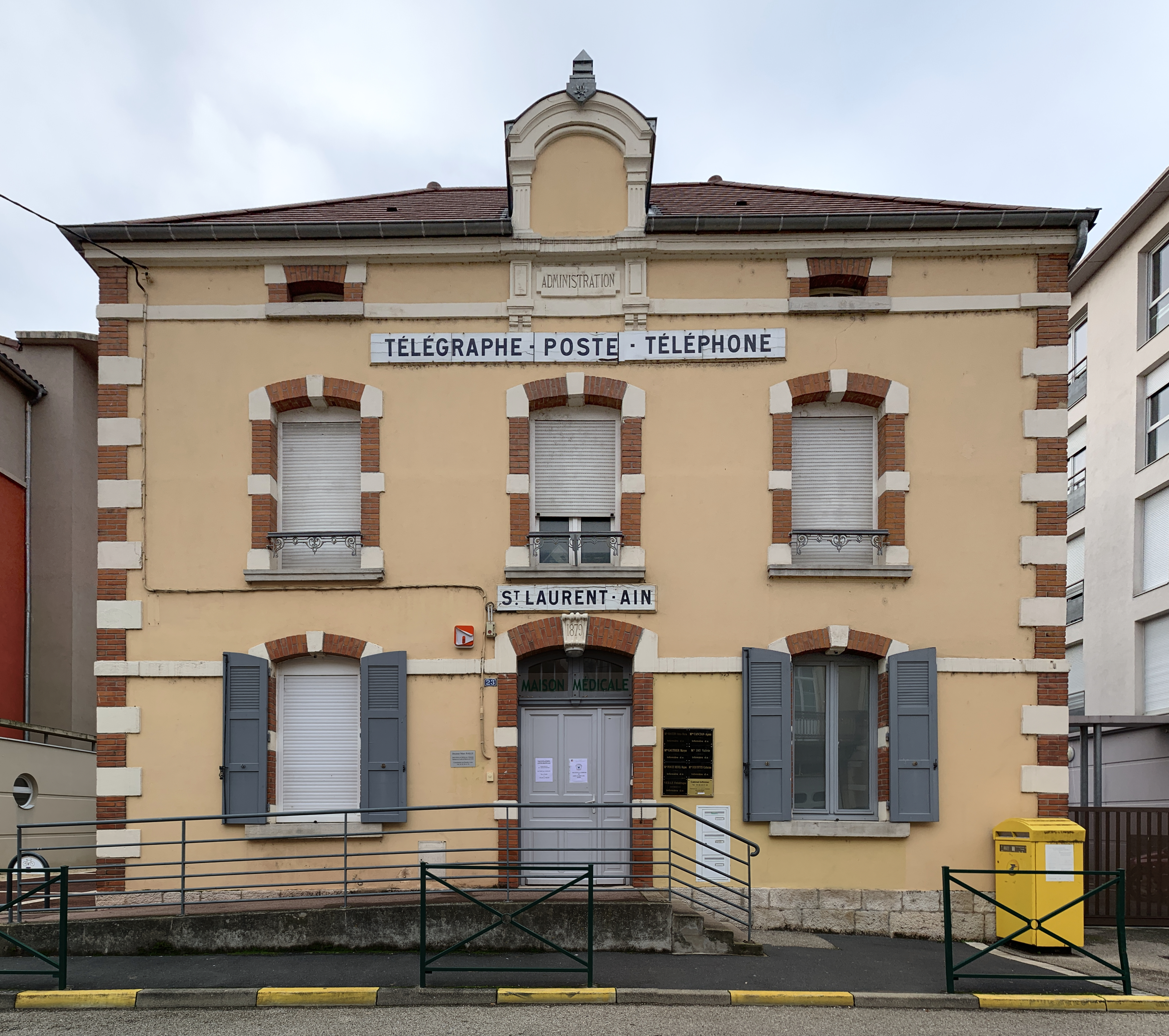
Ehemaliges Postamt
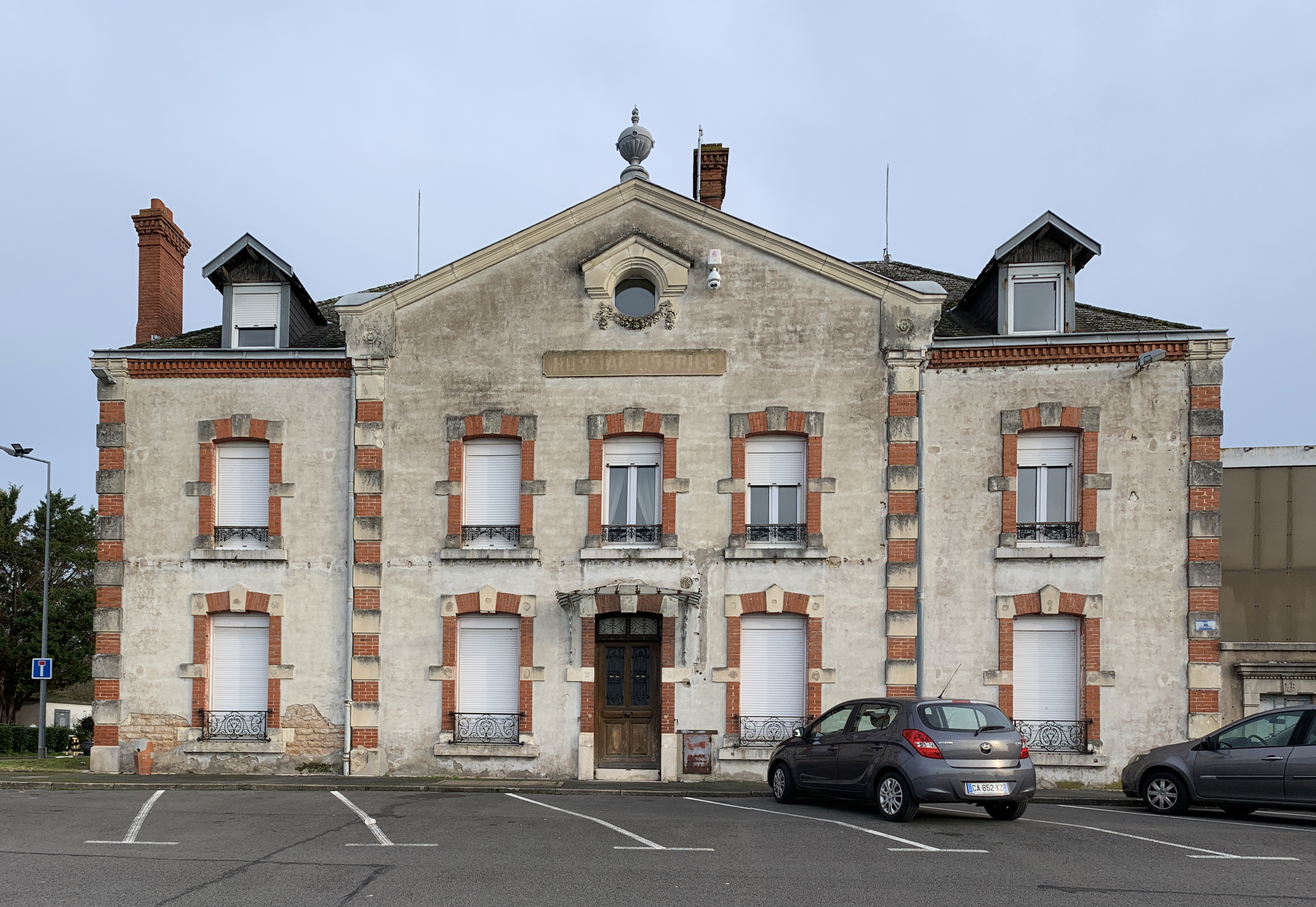
Krankenhaus Bouchacourt
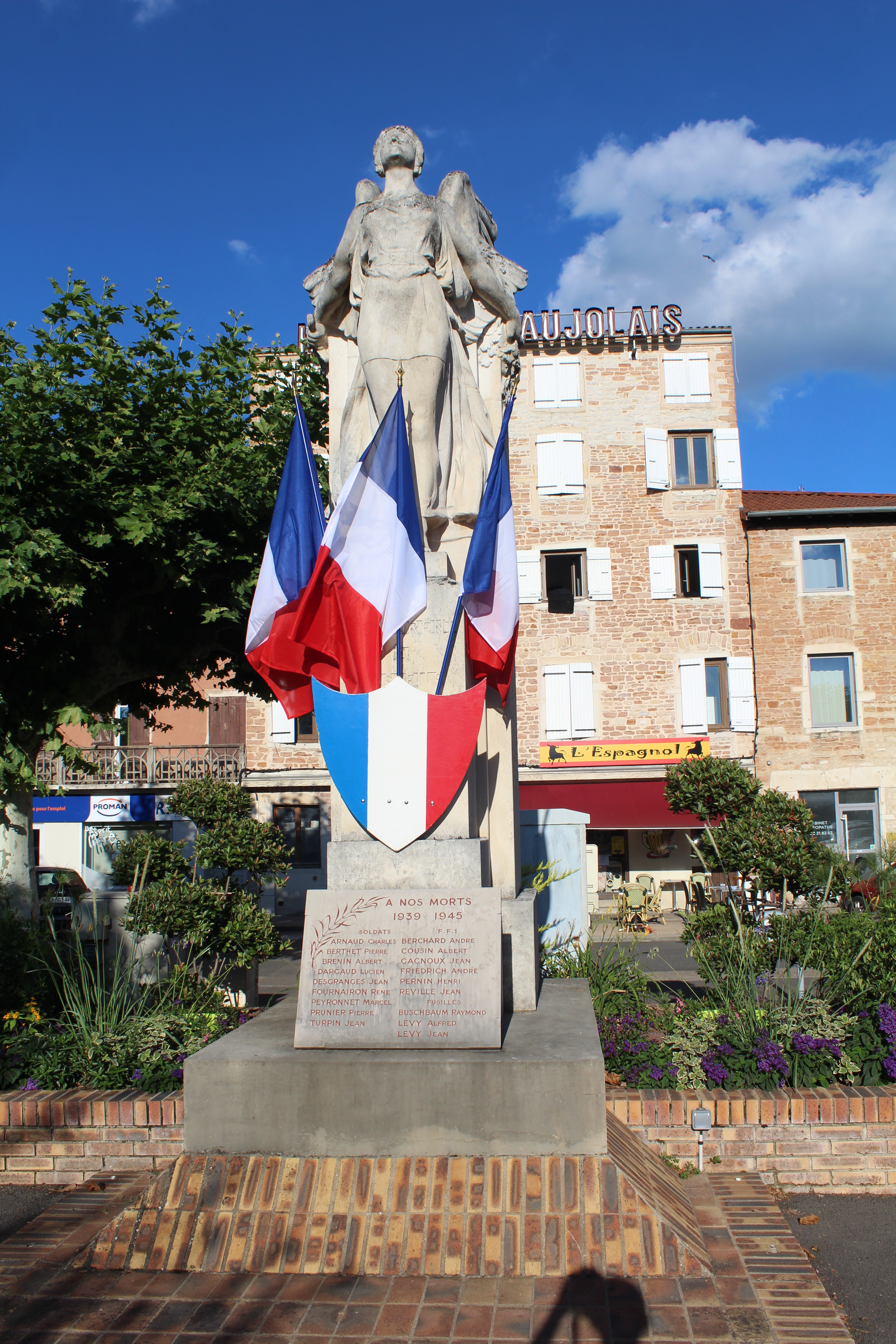
Gefallenendenkmal